# Uloborus limbatus
Uloborus limbatus es una especie de araña araneomorfa del género Uloborus, familia Uloboridae. Fue descrita científicamente por Thorell en 1895.

## Distribución
Se distribuye por Birmania.